# 路德會協同中學
路德會協同中學（英語：Concordia Lutheran School）是一所歷史悠久，位於香港九龍深水埗大坑東道12號（朱泰和樓）及香港九龍又一邨海棠路68號（賴愛民樓）的學校。學校由美國路德會創辦，目前由香港路德會管理。

## 校政管理
歷任校監
- 辛熹白 牧師（1953年-1955年，創校校監）
- 何傳捷 牧師（1955年-1957年）
- 祁士德 先生（Melvin Kieschnick）（1957年-1965年，兼任校長及香港路德會教育專員）
- 潘文熙 牧師（Rev. Manfred Berndt）（1965年-1966年、1972年-1977年）
- 施慕德 先生（Harold Schmidt）[1]（1966年-1971年）
- 狄富德 先生（R. Dickhudt）[2]（1966年-1972年）
- 朱源和 先生（1977年-1989年；原同系聖腓力學校校長）
- 楊植潤 牧師（1989年-1998年）
- 陳煜新 牧師（1998年起，現任校監）

歷任校長
- 馬鴻述 先生（1953年－1957年，創校校長，兼任同系聖腓力學校創校校長，後轉職至崇基學院）
- 祁士德 先生（1957年－1965年，兼任校監及香港路德會教育專員，下同）
- 潘文熙 牧師（1965年－1966年）
- 施慕德 先生（1966年－1971年）[1]
- 賴愛民 先生（1971年－1978年）[2]
- 黃廣智 先生（1978年－2004年）[3]
- 陳柱中 先生（2004年－2012年）
- 梁逸恆 先生（2012年－2023年）
- 陳婉玲 女士（2023年－現在，由同系馬錦明慈善基金馬陳端喜紀念中學平調）

歷任副校長
- 潘鴻基 先生（？-1998年，後升任同系馬錦明慈善基金馬陳端喜紀念中學創校校長）
- 陳慶旺 先生
- 鄺潤雄 先生
- 陳柱中 先生（？-2004年，後升任校長）
- 王良華 先生
- 何維正 先生
- 黃浩堅 先生

## 校史
路德會協同中學始辦於1953年9月，在深水埗大埔道232號路德會救主堂作臨時校舍，祇有課室三間，開辦初中班級；直至1957年，美國路德會差派教育專員祁士德碩士到港就任該校校監兼校長，並在大坑東道一塊菜地建立一幢三層樓連天台的校舍，設有禮堂、圖書館、操場、地理室、化學室和課室18間，禮堂天台（三樓）及南翼天台均開放為學生活動場地，而西翼天台（四樓）更建有上蓋，可作雨天操場之用。大坑東校舍落成後，除原有之初中及高中外，添辦小學、幼稚園及下午小學。
1966年，由於大坑東道校舍面積不敷應用，協同中學在校園山坡上增建又一村（高座）校舍。
1967年9月新校舍（又一村高座校舍）落成，原有中文中學擴充班級，並添辦英文部。
1968年9月，隨著路德會救主學校的建成，協同中學的小學部和幼稚園部遷往路德會救主學校（當時為新開辦之全日制小學，並非特殊學校）上課。自此，協同中學停辦小學及幼稚園，成為一所使用中文和英文授課的中學，中文部與英文部共有三十班，學生共有一千四百餘人。
學校開辦初年為私立中學，1970年代先後接受政府資助為私立受助中學及政府資助中學。
2008年3月獲政府撥款進行重建工程。
2008年9月，大坑東道低座校舍開始拆卸重建，期間借用白田培德街7號已停辦的九江商會小學之校舍（白田校舍）作中一、中二及中七學生上課之用，其餘學生則繼續使用又一村校舍上課，教師則需以的士往來兩座校舍間授課。
2011年3月，樓高八層的大坑東新校舍落成啟用，又一村校舍開始進行翻新工程。
2012年3月，又一村校舍翻新工程完成，白田校舍學生遷回原址校舍上課。自此，全校學生均在新校舍（大坑東校舍和又一村校舍）上課。
現時該校是政府資助的全日制男女文法中學，開辦中一至中六各級，部份班級採用英語授課。

## 教學大樓及設施
路德會協同中學擁有樓高八層的校舍（大坑東校舍現稱為朱泰和樓，又一村校舍現稱為賴愛民樓），兩座校舍三樓（3/F）及以下各層以附翼連接，四樓至六樓則建有天橋連接。
協同中學於2012年完成擴建，設有無障礙通道及設施。全校安裝空調設備和設有升降機一座。禮堂頂層（三樓）闢為空中花園（祁士德博士伉儷花園）。

## 級社
協同中學級社命名（1959-2018）
- 毅、旭、仁、劭、樂
- 摯、禮、信、誠、博
- 篤、道、敦、中、庸
- 永、生、恩、典、恪
- 克、復、顯、功、宏
- 華、德、耀、邦、國
- 立、志、哲、賢、齊
- 益、崇、先、知、覺
- 文、藝、勤、硏、求
- 精、治、新、科、學
- 根、基、宣、福、音
- 長、保、啟、天、鑰

1971年至1977年英文部級社
- 1971 Pioneer
- 1972 Union
- 1973 Evergreen
- 1974 Spark
- 1975 Cosmos
- 1976 Kanon
- 1977 Fidelity

## 學校刊物
- 學生報：《學鳴》（每年出版一次，惟校慶紀念特刊出版之年份停刊一次）
- 校慶紀念特刊（每五年出版一次）

## 著名/傑出校友
教育、學術界
- 辛世文（1957年中三）：香港中文大學善衡書院院長、中國工程院農業學部院士
- 范建強（1974年中六）：香港中文大學工商管理學院副院長[4]
- 魏雁濱（1969年中五）：香港中文大學社會工作學系名譽教授
- 賴漢明（1963年中六（高三）：香港中文大學物理系教授兼系主任）[4]
- 劉國智（1981年中五）：香港中文大學教育學院課程及教學（生物）學系助理教授[4]
- 李述湯（1965年中六（高三））：香港城市大學講座教授、中國科學院院士[4]
- 黃家駿（2005年中七）：香港城市大學電腦科學系副教授[5]
- 陳煜新（1963年中六（高三））：前路德會呂祥光中學校長[6]
- 鄧樹雄（1965年中六（高三））：香港浸會大學經濟學系前系主任[4]
- 許明堅（1967年中六（高三））：前路德會呂祥光小學校長[7]
- 丘成棟（1969年中五）：清華大學數學科學系教授[4]
- 何世健（1986年中五）：香港浸會大學教育學系教授
- 張文光（1966年小學部；讀至1968年中二轉校）：香港教育專業人員協會（1990－2010）會長、前香港立法會議員
- 許俊炎（1965年中六（高三））：中華基督教會銘基書院前校長、現任香港考試及評核局公開考試委員會主席
- 蕭興銳（1976年中六）：路德會呂祥光中學校長
- 陳滌恥（1959年中六（高三））：路德會沙崙學校前校長
- 陳柱中（1971年中六）：路德會協同中學前校長
- 黃廣智（1963年中六（高三））：路德會協同中學前校長
- 楊玉華（1953年中六（高三））：路德會北角協同中學前校長
- 鄭漢龍（1962年中六（高三））：路德會西門英才中學前校長
- 龔慶榮（1962年中六（高三））：前樂善堂楊葛小琳中學校長
- 賴漢光（1973年中六）：前路德會西門英才中學校長
- 尹浩然（1990年中七）：基督教香港信義會元朗信義中學校長
- 岑浩强：香港理工大學醫療及社會科學院院長、神經心理學講座教授[4]
- 葉耀強：香港都會大學前協理副校長（學術支援及對外交流）[4]
- 丘芳濠：香港路德會前教育統籌主任
- 丘傑民：前路德會聖十架學校校長
- 梁守儀：前路德會聖十架學校校長
- 何世健：香港浸會大學社會科學院教育學系一級講師
- 何兆餘：前沙田公立學校校長
- 何觀順：前西貢中心李少欽紀念學校校長
- 李秋華：前中華基督教會念慈中學校長
- 杜國安：前賽馬會官立中學校長
- 屈惠嫦：前中華基督教會全完第二小學校長
- 馬小堅：路德會觀塘書院校長、路德會真道堂幼稚園校監
- 馬和生：前路德會聖馬太學校校長
- 梁健平：香港教育學院教育資訊科技網絡總監
- 陳萬德：教育局中學校本課程發展組前高級學校發展主任、前香港教育學院學系講師
- 馮文正：前中華基督教會基法小學校長、前香港津貼小學議會主席
- 黃一明：前路德會梁鉅鏐小學校長
- 黃志添：香港城巿大學學生發展處處長
- 趙小芸：前路德會聖馬太學校及路德會梁鉅鏐小學校長
- 潘洪基：前路德會啟聾學校及馬錦明慈善基金馬陳端喜紀念中學校長、前路德會沙崙學校校監
- 蕭岳煊：前中華基督教會蒙黃花沃紀念小學校長
- 賴子文：圓玄學院陳國超興德小學校長、香港資助小學校長會名譽主席
- 鍾名揮：前柴灣角天主教小學校長

公共事業界
- 關柏林（1966年中六）：土木工程拓展署九龍拓展處前任處長[4]
- 吳志華（1980年中五）：香港故宮文化博物館創館館長、康樂及文化事務署博物館專家顧問、康樂及文化事務署前副署長（文化）[4]
- 羅紹衡（1980年中五）：前消防處助理處長，現任香港童軍總會助理香港總監（青少年活動）[4]
- 陳早標（1975年中六）：香港經濟日報前社長、前總編輯、晴報前總編輯[4]
- 雷慧靈（1977年中五）：香港路德會社會服務處行政總裁、香港政府社會福利諮詢委員會委員、禁毒常務委員會委員、古物諮詢委員會委員[4]
- 白韻琹：著名專欄作家、傳媒人
- 羅文燦（1963年中六（高三））：前任香港世界宣明會總監[4]
- 何開鳳（1972年中五）：民眾安全服務隊九龍區域總指揮、2012年香港特別行政區榮譽勳章得主
- 甄啟榮（1983年中五）：前深水埗白田選區區議員
- 吳志隆：陝西省政協、前太古區議員
- 吳家敏：九巴傳訊及公共事務部副主管
- 仇振輝：前油尖旺區議會主席（1994-2003）[4]
- 梁建業：前懲教署副署長（更生及管理）[4]

宗教、商業界
- 朱源和（1960年中六（高三））：生命使者團長、中國麥當勞之父[4]
- 司徒焯正（1961年中六（高三））：中國佈道總會會長[4]
- 李安業：聖三一座堂主任牧師
- 朱泰和（1959年中六（高三））：友邦保險前任首席投資總監 [8]
- 楊永業（1965年中五）：中國清水環保公司總裁
- 陳聖光（1964年中六（高三））：前香港路德會社會服務處執行總監
- 伍錦鴻（1963年中六（高三））：前香港路德會協同神學院教授兼教務長
- 佘繼泉：香港中小企協會創會會長、香港中小型企業聯合會前副主席、廣東省清遠市政協委員[4]
- 麥宗堂：瑞安建築有限公司董事兼總經理、路德會沙崙堂幼稚園校監（正校、慈愛分校）[4]
- 賴漢欽：前路德會協同神學院院長[4]

演藝界
- 吳宇森：荷里活導演及編劇
- 黃汝燊（辛尼哥哥）：香港兒童節目主持[9]
- 陳健彬（1966年中六）：香港話劇團行政總監
- 李岡（1968年中二）：香港無綫電視演員[10]
- 蔡慧玲：前香港女子組合Face To Face成員
- 張雪玲（1986年中五）：1992年香港小姐季軍、恒基兆業地產集團物業管理部公共事務部經理[4]
- 伍文生（1992年中五）：香港無綫電視演員，兒童節目主持
- 林宜芝：模特兒、演員
- 盧智燊（1991年中五）：舞台劇演員，現為中英劇團助理藝術總監
- 何緯豐（1985年中五）：香港微電影之父、吉林省政協[4]
- 程乃根（1959年小六[11]、1965年中六（高三））：資深傳媒人及著名口才訓練導師
- Perry Dino：香港著名油畫家
- 趙小玲：香港著名管風琴演奏家[4]
- 黃宏達：香港電影視覺特效導演、跨媒體藝術家[4]

體育界
- 林嘉緯：香港足球代表隊成員[4]
- 彭曉藍（2013年中六）：香港女子U-20欖球代表隊成員
- 區志成（1968年中五）：前任香港足球國際裁判
- 劉顯富（1971年中六）：前任香港籃球國際裁判
- 林杭貴：香港體育學院武術總教練、香港武術代表隊總教練[4]

醫學界
- 何孟儀：勞工處職業健康顧問醫生
- 周月華：衞生防護中心監測及流行病學處高級醫生
- 林潔宜：醫院管理局總行政經理
- 陳真光：前瑪麗醫院深切治療部主任

## 姊妹學校
- 北角協同中學
- 嘉義縣私立協同高級中學
- 浙江省衢州第一中學

## 外部連結
- 路德會協同中學
- 路德會協同中學校友會
- 路德會協同堂 （页面存档备份，存于）